# Стефанюк Олексій Іванович
Олексій Іванович Стефанюк  (нар. 8 травня 1919 — пом. 2008) — український вчений, доктор економічних наук [джерело?].

## Біографія
Народився 8 травня 1919 року в селі Підлісний Олексинець Городоцького району Хмельницької області. Отримав неповну середню освіту. Працював слюсарем на Вищеольчидаївському цукровому заводі Мурованокуриловецького району Вінницької області. У 1934 р. дирекцією та заводським комітетом цього ж заводу був відправлений на навчання в Одеський Механіко-технологічний технікум цукрової промисловості. Після його закінчення був направлений на посаду теплотехніка в Удичському цукровому заводі Теплицького району Вінницької області.
До лав РСЧА призваний у 1938 році. У 1942 році закінчив Ленінградське військове артилерійське технічне училище.
Учасник німецько-радянської війни з 1941 року. Весь час воював на Ленінградському фронті. Захищав місто та брав участь у прориві блокади Ленінграду. Там же почав свій бойовий шлях як снайпер. Взявши радянську гвинтівку, Олексій Іванович причепив до неї трофейний німецький оптичний снайперський приціл фірми Карл Цейс (Carl Zeiss) і місяць тренувався влучній стрільбі. Результати тренувань були вражаючі: в олівець потрапляв із відстані 100 м, у круг діаметром як 5 копійок — зі 150 м, сірникову коробку — з 200 м. Так він став снайпером Ленінградського фронту 527 с.п. (стрілецького полку) 48 с.д. (стрілецької дивізії), і став знищувати фашистів.
5 грудня 1941 р. о 8 год. 30 хв. почався відлік його снайперської слави. Німець перебігав із однієї траншеї в іншу, і в цей час упіймав кулю від Стефанюка.
В 1943 р. його готували до вручення звання Героя Радянського Союзу, але у зв"язку з підготовкою прориву блокади Ленінграду був відправлений на місце прориву блокади, а матеріали по присвоєнню його до звання Героя Радянського Союзу були втрачені.
В боях за Ленінград, у одній із битв Стефанюку німецький солдат завдав штиковий удар — поранення в голову. Але він не здався, і його переміг. Тоді, у переляканого і залитого кров'ю молодого бійця відняло мову. Санітар, яка підбігла до нього, перев'язала його, і він, не залишивши поле бою, пішов далі в бій. В тій битві, за 25 вбитих німецьких солдат був нагороджений медаллю «За Відвагу». Згодом, за 85 вбитих фашистів та за підрив німецького складу боєприпасів був нагороджений орденом «Червоного Прапора».
В тяжкі роки війни він у дивізії став ініціатором збору коштів у фонд оборони. В тому числі, він дав згоду на відчислення з його зарплати 10 тисяч рублів на танкову колону. Цей приклад продовжили тисячі солдат дивізії. Коли цю новину повідомило радіо Москви, він протягом трьох місяців отримав 1765 листів з тилу від молоді, школярів та колективів підприємств. В них було вкладено 376 фотографій дівчат. З того часу він став відомим на Ленінградському фронті і часто давав інтерв'ю військовим кореспондентам.
Проте, на війні він був не лише «щасливчиком», якому доля неодноразово дарувала життя. Будучи надзвичайно мужнім та ініціативним солдатом, Олексій Іванович у дивізії став ініціатором збору коштів у Фонд оборони. Сам дав згоду на відчислення з його зарплати 10 тисяч рублів на танкову колону, а його приклад наслідували тисячі солдат 48-ї стрілецької дивізії. Коли цю новину повідомило радіо Москви, він протягом трьох місяців отримав 1765 листів з тилу від молоді, школярів та колективів підприємств. Серед них йому прийшло 376 фотографій дівчат. Вони писали: «Дорогі воїни … бийте ворога, ненависних фашистів і приїжджайте з перемогою, ми чекаємо вас». А головне: до нього прийшла особиста телеграма від Сталіна, де він дякував Стефанюка за починання і вклад у танкову колону. Ці листи надихали відважного українця і його товаришів на героїзм та мужність — громити ворогів. Загалом він знищив 152 німецьких солдатів та підготував 22 учнів-снайперів.
В боях за р. Нарву він уже був начальником артилерії полку — 456 с.п. 109 с.д. Після цих боїв у його полку із 1100 солдат та офіцерів в залишилось — 75. Там був контужений. Осколком снаряду йому відірвало стопу правої ноги. Після 1,5-місячного перебування у госпіталі був визнаний фізично обмеженим другого ступеня. Однак скоро добився відправлення на фронт. Там був призначений заступником командира 256 винищувальної протитанкової дивізії. День Перемоги зустрів у боях. Поки в Берліні була підписана капітуляція, друга армія (ударна) ще продовжувала воювати в Курляндії (Прибалтика).
Після війни закінчив Московський технологічний інститут. Працював директором Ніжинського консервного комбінату, Ніжинському державному університеті ім. Миколи Гоголя.
Помер у 2008 році. Похований в місті Ніжині Чернігівської області.

## Нагороди і почесні звання
Нагороджений українським орденом Богдана Хмельницького 3-го ступеня (1999), радянськими орденами Червоного Прапора, Вітчизняної війни 1-го ступеня (1985), медаллю «За відвагу» та іншими медалями.
Почесний громадянин міста Ніжин.